# Sead Lipovača
Sead Lipovača, detto Zele (Bihać, 31 agosto 1955), è un cantante bosniaco.

## Biografia
Nella sua prima infanzia ha imparato a suonare la chitarra con il suo primo e unico insegnante Dino Toromanović e frequentò la scuola elementare nella sua nativa Bihać. 
Da bambino aveva due chitarristi modelli: uno era Richie Blackmore e l'altro era Jimi Hendrix e voleva seguire la loro stessa strada così comprò la sua prima "Fender" rossa all'età di 16 anni proprio come fece Hendrix.
Ha studiato commercio estero a Zagabria ed ha suonato nei gruppi Biseri, Selekcija e Zenit. 
Nel maggio 1977, assieme al cantante Ante Janković ed al bassista Nihad Jusufhodžić, anch'essi nel gruppo Zenit, fondò il gruppo Divlje Jagode.
Alla fine degli anni '80 ha avuto un'offerta per unirsi alla famosa band hard rock inglese Whitesnakes ma la rifiutò.